# Alfonso Pedraza
Alfonso Pedraza Sag (* 9. April 1996 in San Sebastián de los Ballesteros, Córdoba) ist ein spanischer Fußballspieler, der auf der Position des Flügelspielers spielt.
Er stammt aus der Jugend des valencianischen Vereins FC Villarreal und spielte zu Beginn seiner Karriere für die B- und C-Mannschaft des Klubs. Zur Saison 2016/17 wechselte er in einem halbjährigen Leihgeschäft zum Zweitligisten CD Lugo und beendete die Saison in England bei Leeds United. Die nächste Spielzeit 2017/18 verbrachte er als Leihspieler bei Deportivo Alavés und etablierte sich dort als Stammspieler in der höchsten spanischen Spielklasse. Nach seiner Rückkehr spielte er auch in der Saison 2018/19 eine Rolle in der Startformation der ersten Mannschaft Villarreals. Die Spielzeit 2019/20 verbrachte er auf Leihbasis bei Betis Sevilla.

## Karriere

### Verein
2011 wechselte Alfonso Pedraza im Alter von 15 Jahren in die Jugendakademie des FC Villarreal. Im Januar 2015 wurde er in die C-Mannschaft befördert. Für den Viertligisten kam er jedoch nur zu einem Einsatz und stieg nach diesem direkt in die B-Mannschaft auf. Sein Debüt im professionellen Fußball gab er am 11. Januar 2015 für die Reservemannschaft in der drittklassigen Segunda División B beim 2:2-Unentschieden gegen den CF Reus Deportiu. Sein erstes Tor erzielte er am 1. März beim 1:0-Sieg gegen Atlético Baleares. Am 5. April gab er sein Debüt in der ersten Mannschaft von Trainer Marcelino García, als er beim 0:0-Unentschieden gegen den FC Valencia in der 72. Spielminute für Jonathan dos Santos eingewechselt wurde.
Am 28. Juli 2016 wechselte er in einem Leihgeschäft für die gesamte Saison zum Zweitligisten CD Lugo. Sein erstes Tor für die Galicier erzielte er am 21. August beim 2:2-Unentschieden gegen Gimnàstic de Tarragona. Bis Ende Januar hatte er bereits acht Treffer und acht Vorlagen auf dem Konto.
Am 31. Januar 2017 kaufte sein Stammverein Villarreal Pedraza für einen Betrag von 350.000 Euro aus seinem Leihvertrag mit CD Lugo heraus, nur um ihn sofort für den Rest der Saison 2016/17 an den englischen Zweitligisten Leeds United auszuleihen. Die Whites sicherten sich außerdem eine optionale Kaufoption in Höhe von rund 10 Millionen Euro im Falle eines Aufstiegs der Mannschaft. Sein Debüt gab er am 5. Februar bei der 1:2-Auswärtsniederlage bei Huddersfield Town. Sein erstes Tor für Leeds erzielte er am 3. März beim 3:1-Auswärtssieg gegen Birmingham City. Nachdem sein Team die Spielzeit auf dem 7. Tabellenrang abschloss und die Aufstiegsplayoffs um einen Platz verpassten, kehrte Pedraza wieder nach Spanien zu seinem Stammverein zurück.
Am 5. Juli 2017 wurde er für die gesamte Saison 2017/18 an Deportivo Alavés ausgeliehen. Sein Pflichtspieldebüt für Alavés gab er am 18. August bei der 0:1-Auswärtsniederlage gegen den CD Leganés. Sein erstes Tor in der höchsten spanischen Spielklasse erzielte er am 21. Januar 2018 beim 2:2-Unentschieden gegen Leganés. Die Saison beendete er mit drei Toren und sechs Vorlagen in 33 Ligaeinsätzen.
Nach seiner Rückkehr zum FC Villarreal zur Saison 2018/19 avancierte er auch dort letztendlich zum Stammspieler. Am 4. November 2018 erzielte er sein erstes Pflichtspieltor für die erste Mannschaft der Submarino Amarillo, als er beim 1:1-Unentschieden gegen UD Levante in der 93. Spielminute zum Ausgleich treffen konnte. In einer für den Verein enttäuschenden Spielzeit, welche man auf dem 14. Tabellenrang abschloss, kam Pedraza in 34 Ligaspielen zum Einsatz, bei denen er drei Tore und vier Vorlagen beisteuern konnte.
Am 16. Juli 2019 wurde bekanntgegeben, dass Alfonso Pedraza in einem Leihgeschäft zum Ligakonkurrenten Betis Sevilla wechselt. Die Béticos sicherten sich außerdem eine Kaufoption. Zuvor war der Flügelspieler auch mit einem Transfer zum Bundesligisten Eintracht Frankfurt in Verbindung gebracht worden. Aufgrund mehrerer Verletzungsprobleme verpasste er im Laufe der Spielzeit 2019/20 mehrere Monate. Sein erstes Tor gelang ihm am 8. Juli 2020 (35. Spieltag) beim 3:0-Heimsieg gegen den CA Osasuna. In dieser Saison absolvierte er 21 Ligaspiele, in denen er diesen einen Torerfolg verbuchen konnte.
In der Saison 2020/21, zurück bei Villarreal, gewann er die UEFA Europa League mit 11:10 i. E. gegen Manchester United.

### Nationalmannschaft
Erstmals für eine spanische Juniorenauswahl wurde Alfonso Pedraza im Mai 2015 nominiert. Da schaffte er es in den Kader der U-19-Nationalmannschaft für die Qualifikationsspiele zur U-19-Europameisterschaft 2015. Sein Debüt gab er am 29. Mai beim 4:1-Auswärtssieg gegen Georgien. In diesem Spiel konnte auch er ein Tor beisteuern. Nachdem er auch in den folgenden beiden Qualifikationsspielen jeweils einmal treffen konnte, wurde er für die Endrunde in Griechenland nominiert. Mit Spanien konnte er dort den Europameistertitel gewinnen. Er selbst wirkte in vier von fünf Spielen mit.
Sein Debüt für die U-21-Nationalmannschaft gab er am 24. März 2016, als er bei der 0:3-Heimniederlage gegen Kroatien im Qualifikationsspiel zur U-21-Fußball-Europameisterschaft 2017 in der zweiten Halbzeit für Dani Ceballos eingewechselt wurde.
Bei der U-21-Europameisterschaft 2019 in Italien und San Marino, welche er mit seinem Heimatland gewinnen konnte, kam er in der Gruppenphase beim 2:1-Sieg gegen Belgien zu einem Kurzeinsatz.
Am 15. Oktober 2023 debütierte er in der spanischen Fußballnationalmannschaft. Beim 1:0-Sieg über Norwegen im Rahmen der Qualifikation für die EM 2024, durch den sich die Spanier für die EM-Endrunde qualifizierten, wurde er in der 71. Minute eingewechselt.

## Erfolge

### Verein

#### FC Villarreal
- UEFA Europa League: 2020/21

### Nationalmannschaft

#### Spanien U19
- U-19-Europameister: 2015

#### Spanien U21
- U-21-Europameisterschaft: 2019